# Siphlonurus aestivalis
Siphlonurus aestivalis is een haft uit de familie Siphlonuridae. De wetenschappelijke naam van de soort is voor het eerst geldig gepubliceerd in 1903 door Eaton.
De soort komt voor in het Palearctisch gebied.